# 5168 Jenner
5168 Jenner è un asteroide della fascia principale. Scoperto nel 1986, presenta un'orbita caratterizzata da un semiasse maggiore pari a 2,3403410 UA e da un'eccentricità di 0,2053922, inclinata di 23,46433° rispetto all'eclittica.